# Scareware
El scareware (del inglés scare, «miedo» y software) abarca varias clases de software para estafar con cargas maliciosas, o con limitados o ningún beneficio, que son vendidos a los consumidores vía ciertas prácticas no éticas de comercialización. El enfoque de venta usa la ingeniería social para causar choque, ansiedad, o percepción de una amenaza, generalmente dirigida a un usuario confiado, nada suspicaz. Algunas formas de spyware y de adware también usan las tácticas del scareware.
Una táctica usada con frecuencia por los criminales, implica convencer a los usuarios que un virus ha infectado su computador, y después sugerir que descarguen (y paguen) software antivirus falso para quitarlo. Usualmente el virus es enteramente ficticio y el software es un malware no funcional en sí mismo. Según el Anti-Phishing Working Group (Grupo de trabajo Anti-Phishing), el número de paquetes scareware en circulación se elevó de 2850 a 9287 en la segunda mitad de 2008. En la primera mitad de 2009, el APWG identificó un aumento del 583 % en programas scareware.
La etiqueta del "scareware" puede también aplicarse a cualquier aplicación o virus (no necesariamente vendido) que engaña a usuarios con la intención de causar ansiedad o pánico.
Investigaciones recientes también han introducido una nueva tecnología de detección diseñada para identificar ataques de ingeniería social de scareware con mayor resiliencia. Este enfoque apunta a las imágenes visuales presentadas a los usuarios finales, que es una capa que los atacantes no pueden ocultar fácilmente.